# 京都競馬場
京都競馬場是位於日本京都府京都市伏見區的競馬場，由日本中央競馬會（JRA）管理，於1925年12月1日啟用。該馬場因鄰近京阪本線淀站，又稱淀競馬場。
為迎接京都競馬場落成100週年，京都競馬場於2020年11月至2023年3月開展全面翻新工程，期間需要暫停舉行賽事，終於2023年4月22日重新開幕。

## 歷史
1907年，京都市下京區內首次在島原競馬場（舊京都競馬場）舉行賽馬。島原競馬場在1913年因大火而燒毀，其後搬遷至須知舉行比賽（今船井郡丹波町）。
1923年，決定遷往至淀區（伏見區）興建新的馬場，並於1925年12月1日正式開幕。
1936年，日本競馬會與包含京都競馬俱樂部在佈的11個俱樂部合併，京都競馬場轉交日本競馬會營運。
1938年12月舉行首屆京都農林省賞典4歳呼馬（今菊花賞），1944年首次在京都競馬場舉行春季帝室御賞典。後來因為戰爭而停辦，1948年以後正式京都競馬場舉行，並命名為春季天皇賞。
1954年，日本中央競馬會成立，京都競馬場由中央競馬會接管。
1970年，舉行日後成為一級賽維多利亞盃（今伊丽莎白女王杯）。
1984年，舉行首屆一哩冠軍賽，成為了年末重要一哩賽事。
1996年，新設雌馬三冠賽事秋華賞。
1999年，七層高的新看台「Big Swan」（ビッグスワン）建設完畢。
2007年，新的銀幕建設完成。
2020年11月至2023年3月，京都競馬場開展全面翻新工程，包括清拆早於1980年竣工的「Grand Swan」看台（グランドスワン） ，重建後樓高六層的新看台被稱為「Goal Side」（ゴールサイド），即使比原有看台減少了一層，面積仍比舊看台增加約4,000平方米；而旁邊的「Big Swan」看台則改稱「Station Side」（ステーションサイド）。作為誕生中央競馬經典三冠馬的馬場，翻新後於新建亮相圈附近一處沿途豎立歷屆三歲三冠馬雕像「三冠馬紀念大道」（三冠馬メモリアルロード）及增設連接京阪本線淀站的專用行人道「Station Gate」（ステーションゲート）以外的「三冠閘口」（三冠ゲート）。新亮相圈是與其他馬場相同的橢圓形而非舊亮相圈的圓形，而舊亮相圈中央的標誌性鐵冬青因老化問題沒法移植，最終將其樹幹一部分塑造成一面時鐘並設置於「Goal Side」看台內作為紀念，繼續見證京都競馬場的發展。舊亮相圈原址則保留為正門外的一片圓形草地，更為豎立首匹父子無敗三冠馬「鐵鳥翱天」雕像。
2023年4月22日，京都競馬場相隔902日重新開幕。

## 跑道
草地共分為四個跑道，並有內彎及外彎之分，A跑道闊度為27-38米，周長1783米（內）或1894米（外）、B跑道闊度為27-38米，周長1802米（內）或1912米（外）、C跑道闊度為24-35米，周長1821米（內）或1932米（外）、D跑道闊度為18-29米，周長1840米（內）或1951米（外）。泥地跑道全長1608米，闊度25米。跳欄跑道分為兩類一般障礙全長1414米，闊23米，大障礙全長1400米，闊度20米。

### 賽事距離
草地內彎：1100米、1200米、1400米、1600米、2000米
草地外彎：1400米、1600米、1800米、2000米、2200米、2400米、3000米、3200米
泥地跑道：1000米、1100米、1200米、1400米、1800米、1900米、2600米
跳欄賽：草地3170米、3180米、3930米、泥地為2910米、2930米、3170米、3190米、3760米及3790米。

### 賽道紀錄

#### 草地（2歲）
| 距離       | 時間   | 馬匹          | 性齡 | 負重 | 騎師     | 練馬師   | 紀錄創造日 | 賽事級別 | 賽事名稱           |
| ---------- | ------ | ------------- | ---- | ---- | -------- | -------- | ---------- | -------- | ------------------ |
| 1100米     | 1:05.0 | Yamapit       | 雌2  | 50   | 池江泰郎 | 淺見國一 | 4/9/1966   |          | 3歲（現2歲）新馬戰 |
| 1200米     | 1:08.0 | 榮進亮白      | 雄2  | 52   | 國分恭介 | 松元茂樹 | 7/11/2009  |          | 2歲500萬獎金以下   |
| 內彎1400米 | 1:20.5 | Moon Express  | 雌2  | 54   | 松山弘平 | 鈴木孝志 | 11/24/2014 |          | 秋明菊賞           |
| 外彎1400米 | 1:20.3 | 真弓快車      | 雌2  | 54   | 武豐     | 石坂正   | 5/11/2006  | GIII     | 夢幻錦標           |
| 內彎1600米 | 1:32.3 | 覓奇島        | 雄2  | 55   | 濱中俊   | 音無秀孝 | 2/11/2013  |          | 2歲未勝利          |
| 外彎1600米 | 1:33.2 | Horai Akiko   | 雌2  | 54   | 和田龍二 | 南井克巳 | 5/10/2013  | GII      | 每日盃兩歲錦標     |
| 1800米     | 1:45.0 | Platina Voice | 雄2  | 55   | 和田龍二 | 鮫島一步 | 8/10/2013  |          | 2歲未勝利          |
| 內彎2000米 | 1:59.8 | 愛麗強勢      | 雄2  | 55   | 和田龍二 | 長濱博之 | 24/10/2015 |          | 2歲未勝利          |

#### 草地（3歲或以上）
| 距離       | 時間   | 馬匹            | 性齡 | 負重 | 騎師       | 練馬師     | 紀錄創造日 | 賽事級別 | 賽事名稱         |
| ---------- | ------ | --------------- | ---- | ---- | ---------- | ---------- | ---------- | -------- | ---------------- |
| 1100米     | 1:07.5 | Kitakami        | 雄3  | 52   | 清水出美   | 星川泉士   | 9/1/1966   |          | 4歲（現3歲）新馬 |
| 1200米     | 1:06.7 | 喜利靈犬        | 雄6  | 56   | 菱田裕二   | 矢作芳人   | 12/10/2014 | OP       | 蛋白石錦標       |
| 內彎1400米 | 1:19.9 | A Shin Pepelatz | 雄3  | 56   | 武豐       | 田所秀孝   | 26/4/2014  |          | 3歲未勝利        |
| 外彎1400米 | 1:19.0 | 檀島沙槌        | 雌5  | 55   | 濱中俊     | 藤原英昭   | 31/5/2015  | OP       | 安土城錦標       |
| 內彎1600米 | 1:32.2 | 中和奇蹟        | 雄3  | 56   | 松山弘平   | 大久保龍志 | 9/5/2020   |          | 3歲一捷馬        |
| 外彎1600米 | 1:31.3 | 白日彗星        | 雄4  | 57   | 福永祐一   | 淺見秀一   | 22/4/2018  | GII      | 讀賣盃           |
| 1800米     | 1:43.9 | 雄偉駒          | 雄5  | 56   | 秋山真一郎 | 平田修     | 17/5/2014  | OP       | 都大路錦標       |
| 內彎2000米 | 1:56.8 | Admire Cosmos   | 雄4  | 57   | 上村洋行   | 橋田滿     | 8/10/2011  |          | 大原錦標         |
| 外彎2000米 | 2:00.2 | El Casa River   | 雌3  | 55   | 柴田政人   | 田中良平   | 25/10/1992 | GII      | 玫瑰錦標         |
| 2200米     | 2:09.7 | Neptunite       | 雄4  | 55   | 薛達祺     | 友道康夫   | 21/4/2019  |          | 比良山特別       |
| 2400米     | 2:22.6 | San M.X.        | 雄4  | 57   | 松永幹夫   | 松田正弘   | 15/10/2000 |          | 比叡錦標         |
| 3000米     | 3:01.2 | 東寶狐狼        | 雄3  | 57   | 酒井學     | 谷潔       | 26/10/2014 | GI       | 菊花賞           |
| 3200米     | 3:12.5 | 北部玄駒        | 雄5  | 58   | 武豐       | 清水久詞   | 30/4/2017  | GI       | 春季天皇賞       |

#### 泥地（2歲）
| 距離   | 時間   | 馬匹           | 性齡 | 負重 | 騎師     | 練馬師     | 紀錄創造日 | 賽事級別 | 賽事名稱         |
| ------ | ------ | -------------- | ---- | ---- | -------- | ---------- | ---------- | -------- | ---------------- |
| 1100米 | 1:06.5 | Long Sovereign | 雄2  | 53   | 南井克巳 | 長濱彥三郎 | 29/8/1982  |          | 3歲（現2歲）新馬 |
| 1200米 | 1:10.0 | Love Michan    | 雌2  | 54   | 濱口楠彥 | 柳江仁     | 14/11/2009 |          | 2歲500萬獎金以下 |
| 1400米 | 1:23.3 | Ca Va          | 雄2  | 55   | 福永祐一 | 上村洋行   | 18/10/2020 |          | 2歲未勝利        |
| 1800米 | 1:51.0 | Big Smoky      | 雄2  | 55   | 濱中俊   | 清水久詞   | 18/11/2017 |          | 全緣冬青賞       |

#### 泥地（3歲或以上）
| 距離   | 時間   | 馬匹         | 性齡 | 負重 | 騎師     | 練馬師     | 紀錄創造日 | 賽事級別 | 賽事名稱     |
| ------ | ------ | ------------ | ---- | ---- | -------- | ---------- | ---------- | -------- | ------------ |
| 1200米 | 1:09.0 | Mont Perdu   | 雌3  | 51   | 松若風馬 | 松永幹夫   | 10/10/2019 | OP       | 室町錦標     |
| 1400米 | 1:21.7 | Best Warrior | 雄4  | 56   | 濱中俊   | 石坂正     | 8/2/2014   | OP       | 昴宿星團錦標 |
| 1800米 | 1:47.8 | War Tactics  | 雄4  | 56   | 川田將雅 | 池江泰壽   | 26/4/2009  | GIII     | 天蠍錦標     |
| 1900米 | 1:53.7 | 奇銳駿       | 雄5  | 57   | 和田龍二 | 佐藤正雄   | 22/5/2011  | GII      | 東海錦標     |
| 2600米 | 2:43.3 | Erimo Roller | 雄5  | 57   | 猿橋重利 | 大久保石松 | 22/1/1984  | GII      | 日經新春盃   |

#### 跳欄賽
| 距離             | 時間   | 馬匹               | 性齡 | 負重 | 騎師     | 練馬師     | 紀錄創造日 | 賽事級別 | 賽事名稱                   |
| ---------------- | ------ | ------------------ | ---- | ---- | -------- | ---------- | ---------- | -------- | -------------------------- |
| 內至外彎草3170米 | 3:30.4 | T M Harrier        | 雄5  | 60   | 白濱雄造 | 五十嵐忠男 | 12/11/2011 | J・GIII  | 京都跳欄錦標               |
| 外彎草3170米     | 3:31.4 | Lord Atlas         | 閹4  | 60   | 熊澤重文 | 伊藤雄二   | 16/10/1999 | OP       | 洛南跳欄錦標               |
| 草3180米         | 3:33.5 | Land Power         | 雄5  | 60   | 金折知則 | 福島勝     | 28/10/2000 | OP       | 洛南跳欄錦標               |
| 草3930米         | 4:21.6 | MS World           | 雄9  | 60   | 橫山義行 | 湯窪幸雄   | 12/5/2012  | J・GII   | 京都跳欄賽                 |
| 泥2910米         | 3:11.2 | Samson Big         | 雄5  | 59   | 中竹和也 | 鹿戶幸治   | 20/1/1996  |          | 障礙5歲（現4歲）以上未勝利 |
| 泥2930米         | 3:12,2 | T M Harrier        | 雄4  | 59   | 熊澤重文 | 五十嵐忠男 | 17/1/2010  |          | 障礙4歲以上未勝利          |
| 泥3170米         | 3:28.4 | Return Ace         | 雄7  | 64   | 嘉堂信雄 | 飯田明弘   | 4/3/1995   |          | 京都障礙錦標               |
| 泥3190米         | 3:31.5 | Fumino Tokimeki    | 雄4  | 60   | 石山繁   | 目野哲也   | 13/1/2007  | OP       | 牛若丸跳欄錦標             |
| 泥3760米         | 4:14.4 | Kanetoshi Governor | 雄6  | 62   | 高田潤   | 野村彰彥   | 24/11/2001 | OP       | 障礙3歲數以上公開賽        |
| 泥3790米         | 4:15.5 | Admire Hope        | 雄6  | 59   | 北澤伸也 | 橋田滿     | 10/2/2007  | OP       | 淀跳欄錦標                 |

## 交通

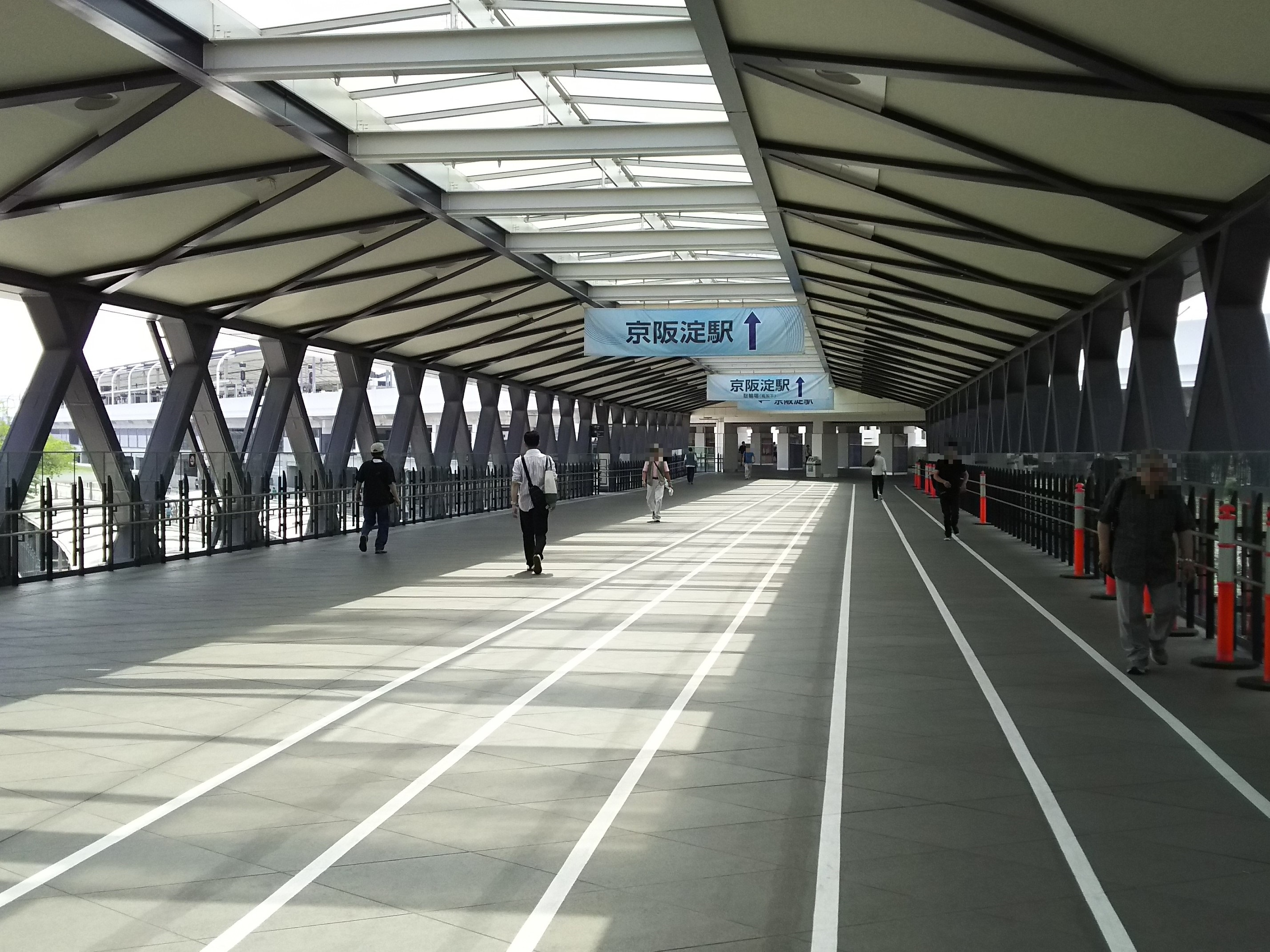
京阪電鐵京阪本線淀站的專用行人道「Station Gate」

從京阪電鐵京阪本線淀站連接的專用行人道「Station Gate」（ステーションゲート）步行約2分鐘。 從京都京阪巴士、京阪巴士、阪急巴士、京都市營巴士“京阪淀站”站步行約5分鐘。
在賽事舉行期間，京阪巴士亦開設從西日本旅客鐵道（JR西日本）東海道本線（JR京都線）山崎站及阪急京都本線西山天王山站出發的臨時巴士（京都競馬場線）。

## 舉行賽事時間
京都競馬場在1月、2月、4月、5月、10月及11月的星期六及星期日舉行賽事。

## 進場
一般公眾席入場費為200日圓，而馬場設有其他額外收費的看台，分別是「Goal Side」及「Station Side」，入座方法可以電話預訂及賽馬舉行日以先到先得的方式發售。

## 主要賽事

### 國際一級賽（GI）
春季天皇賞（天皇賞（春））草地外彎3200米、4歲或以上。
秋華賞（秋華賞）草地內彎2000米、3歲雌馬。
菊花賞（菊花賞），又名為日本聖烈治大賽，草地外彎3000米、3歲雄馬及雌馬。
伊丽莎白女王杯（エリザベス女王杯）草地外彎2200米、3歲或以上雌馬。
一哩冠軍賽（マイルチャンピオンシップ）草地外彎1600米、3歲或以上。

### 國際二級賽（GII）
日經新春盃（日経新春杯）草地外彎2400米，4歲或以上。
京都紀念（京都記念）草地外彎2200米，4歲或以上。
京都新聞盃（京都新聞杯）草地外彎2200米，3歲。
京都大賞典（京都大賞典）草地外彎2200米，3歲或以上。
每日盃兩歲錦標（デイリー杯2歳ステークス）草地1400米，2歲。
天鵝錦標（スワンステークス）草地1400米，3歲或以上。

### 國際三級賽（GIII）
京都金盃（京都金杯）草地1600米，4歲或以上。
新山紀念（シンザン記念），草地1600米，3歲。
平安錦標（平安ステークス）泥地1800米，4歲或以上。
京都牝馬錦標（京都牝馬ステークス）草地1600米，4歲或以上。
絲路錦標（シルクロードステークス）草地1200米，4歲或以上。
如月賞（きさらぎ賞）草地1800米，3歲。
天蠍錦標（アンタレスステークス）泥地1800米，4歲或以上。
夢幻錦標（ファンタジーステークス）草地1400米，2歲。
京都錦標（みやこステークス）泥地1800米3歲或以上。
京阪盃（京阪杯）草地1200米，3歲或以上。

### 跳欄賽
京都跳欄賽（京都ハイジャンプ），草地3930米，3歲或以上，跳欄二級賽。
京都跳欄錦標（京都ジャンプステークス），草地3170米，4歲或以上，跳欄三級賽。

## 其他

### 新山像

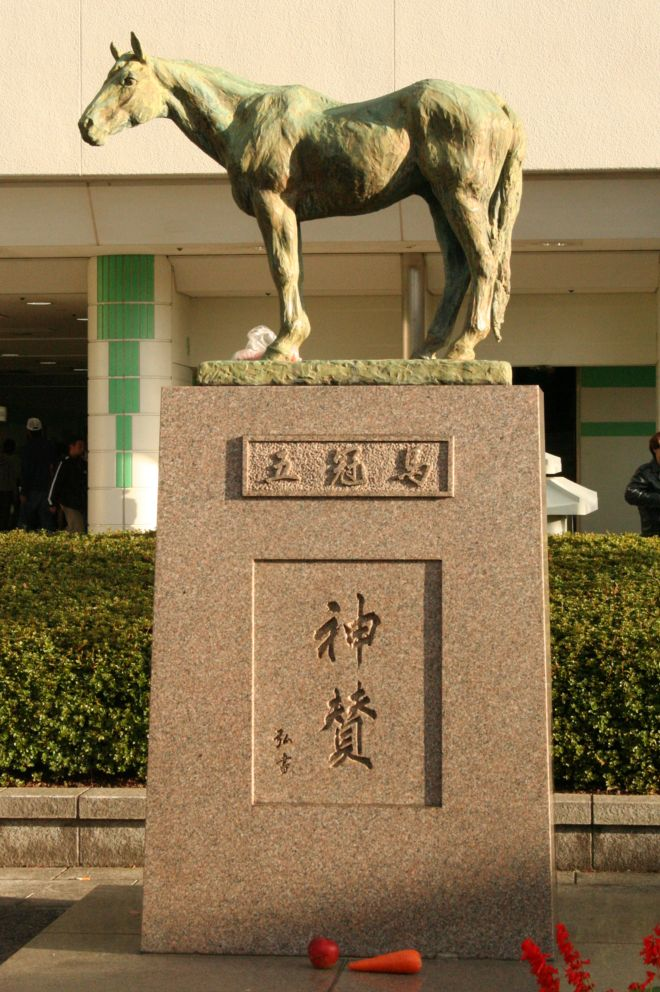
新山紀念像

「新山」（シンザン）是日本賽馬史上第二匹三冠王者。訓練此駒的練長師武田文吾是以京都競馬場為根據的練馬師。為紀念新山稱霸五冠（包括秋季天皇賞及有馬紀念）而設立的石像，目前每年1月舉行以牠命名的賽事新山紀念。

### 米浴墓碑

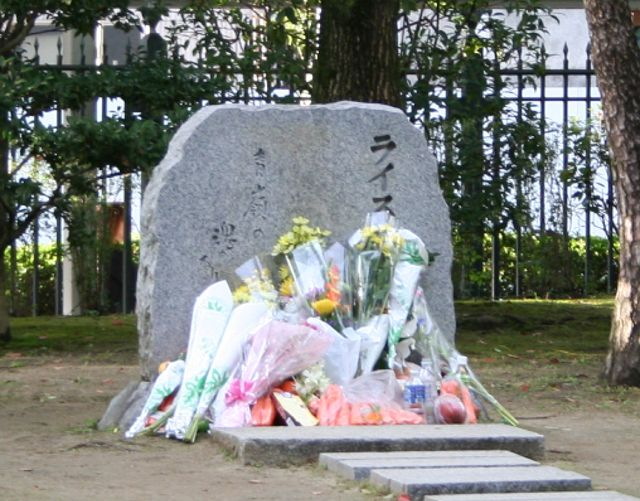
米浴墓碑

「米浴」是1992年菊花賞及1993年與1995年的春季天皇賞冠軍，1995年受到阪神大地震影響，導致阪神競馬場暫停舉行賽事，並由京都競馬場臨時舉辦的寶塚紀念中，比賽中跌倒，賽後證實骨折而人道毀滅，後來在京都競馬場樹立牠的墓碑。

## 外部連結
- 维基共享资源上的相關多媒體資源：京都競馬場
- 日本中央競馬會京都競馬場 （页面存档备份，存于）

34°54′25.35″N 135°43′28.65″E / 34.9070417°N 135.7246250°E